# FC Schaan
Maillots
Le FC Schaan est un club de football du Liechtenstein basé à Schaan au nord de Vaduz. La particularité du club est qu'il évolue en championnat suisse (4.liga) comme les autres clubs du Liechtenstein  
Le FC Schaan remporte la Coupe du Liechtenstein de football à trois reprises. La dernière victoire permet au club de participer à la Coupe des Coupes en 1994-1995.

## Histoire

### Avant le FC Schaan
le Football au Liechtenstein a été difficile à s'implanter car la société de l'époque trouvait ce sport dangereux du fait du risque de blessure, mais aussi les tensions que pouvait représenter des matchs de football. il s'est quand même diffusé comme dans de très nombreux pays du monde à cette époque.
avants les premiers club au Liechtenstein il existait déjà des personnes jouant a ce qu'il appelé le "Tschutten".
En 1931, le premier club de foot est créé, c'est le FC Vaduz puis il y a eu d'autres clubs du Liechtenstein puis enfin le prédécesseur du FC Schaan. Dès sa création il rejoignit la Association suisse de football(SFV) puis en 1934 avec d'autre clubs du pays ils fondèrent la "Liechtensteiner Fussballverband" (LFV). Ce club disparait en 1938 pour raisons économiques.

### Le FC Schaan
Le 1er juillet 1949 le club actuel fut fondé après 11 ans sans que la ville n'ai de club mais les passionnés continué a pratiquer ce sport ce qui a poussé Jakob Quaderer et Andreas Risch passionné de football de bâtir ce club le premier entraineur de cette équipe sera Erwin Kern Avec qui il débuteront en SFV quelques mois après la création du club  
Ils joueront en bleu/blanc et aussi en vert/blanc.
Le premier match du nouveau FC Schaan se fera contre Balzner II en Coupe du Liechtenstein durant laquelle les hommes d'Erwin Kern gagneront 4 buts à 2 et débuteront en 4.Liga suisse (soit de la départemental). Il accèderont en 3.Liga en 1953 avant de redescendre plus tard mais en devenant pour la première fois de son histoire champion du Liechtenstein en 1955 durant la coupe du Liechtenstein de football. L'équipe qui s'est renforcée entre-temps arrivera même à monter en 2.liga en 1960 (Régional). Des tensions apparurent à ce moment à cause des joueurs étrangers notamment allemands qui demandaient trop d'argent par rapport au budget du club bien qu'il fût indispensable pour se maintenir à ce niveau 

## Bilan sportif

### Palmarès
- Coupe du Liechtenstein de football :
  - Vainqueur (3) : 1955, 1963 et 1994
  - Finaliste (10) : 1957, 1960, 1961, 1962, 1965, 1966, 1970, 1971, 1993 et 2016

### Bilan européen
Note : dans les résultats ci-dessous, le score du club est toujours donné en premier
| Saison    | Compétition      | Tour              | Club                   | Domicile | Extérieur | Total |
| --------- | ---------------- | ----------------- | ---------------------- | -------- | --------- | ----- |
| 1994-1995 | Coupe des coupes | Tour préliminaire | Pirin 1922 Blagoevgrad | 0 - 1    | 0 - 3     | 0 - 4 |

Légende
- Victoire ou qualification pour le tour suivant
- Match nul
- Défaite ou élimination de la compétition